# Melicharia obtusanguloides
Melicharia obtusanguloides är en insektsart som beskrevs av Ghauri 1973. Melicharia obtusanguloides ingår i släktet Melicharia och familjen Flatidae. Inga underarter finns listade i Catalogue of Life.